# 晴のちきっと菜の花びより
『晴のちきっと菜の花びより』（はれのちきっとなのはなびより）は、2014年8月29日にParasolより発売された18禁恋愛アドベンチャーゲームである。

## 概要
Parasolブランドの第5作。自宅が花屋の主人公が、学園の園芸部を復活させるためにヒロイン達と協力しつつ、恋をしていく物語である。
作品のテーマは「初恋」と「純愛」で、「奇跡の無い世界で、愛情だけで悲しい運命を乗り越えられるか」がストーリーの焦点となっている。植物をモチーフにして初恋の切なさを表現するために、物語の舞台を園芸部や花屋としている。

## ストーリー
（出典：）
上奈木（かみなぎ）学園生の藤宮春真は、1年生の終わりの春休みに原因不明の高熱で入院。1ヶ月後に退院したものの、新しい2年生のクラスになじめず孤立してしまう。そんな時、数日前に転校して同じく友達がいない綾崎菜乃花と意気投合。彼女が園芸部へ入部を希望していることを知るが、学園の園芸部は1年前に廃部になっていた。春真は菜乃花のために、園芸部を復活させようと共に奔走する。

## 登場人物
（出典：）

### 主人公
藤宮 春真（ふじみや はるま）
本作の主人公。上奈木学園2年。基本的に慎重な性格で、あれこれ気を回して行動するが、裏目に出ることもしばしば。自宅はフラワーショップ「はるかぜ」で、ガーデニングに造詣が深い。母親は他界している。

### ヒロイン
綾崎 菜乃花（あやさき なのか）
声 - 杏子御津
誕生日：4月1日 / 星座：牡羊座 / 血液型：A型 / 身長：ちっちゃい B70(AA)/W51/H68
学園2年。春真のクラスメートで後ろの座席。明るく人懐っこい性格だが、転校してきたばかりでクラス内の立ち位置は微妙。超貧乏なため、姉のお下がりのブカブカの制服を着ている。春真と同等にガーデニングに詳しい。
榊野 このみ（さかきの このみ）
声 - 北見六花
10月1日 / 天秤座 / A型 / T152 B78(B)/W56/H78
学園1年。春真のお隣さんで1つ下の幼なじみ。幼い頃に父親が他界し、看護師の母親は忙しかったため、藤宮家に預けられることが多く、春真とは家族以上に気心が知れている。藤宮家では母親代わりとして家事全般をこなし、花屋の手伝いもしている。
小原 花梨（おばら かりん）
声 - 春乃いろは
5月17日 / 牡牛座 / O型 / T158 B83(C)/W55/H84
学園3年。“自称”ボランティア部に所属する。明朗快活なムードメーカーで、病気で休んでいた春真を気遣っていろいろと世話を焼く。両親が仕事でほとんど家に居ないため、ほぼ一人暮らし状態。年の離れた妹がいる。
桜木 雨音（さくらぎ あまね）
声 - 星咲イリア
6月18日 / 双子座 / AB型 / T145 B76(A)/W54/H77
学園2年で春真のクラスメイト。口数が少なくクラスでは浮いており、何を考えているかわかりづらい。春真のことはなぜか気にかけていて、いろいろ協力している。

### サブキャラクター
蓮見 玲於奈（はすみ れおな）
声 - 遠野そよぎ
9月9日 / 乙女座 / AB型 / T165 B85(D)/W57/H86
売れ始めの女優の卵。舞台女優志望だがテレビドラマにも出演している。春真は覚えていないが、彼女の方は春真を以前から知っており、ただならぬ気持ちを持っている様子。
花売りの少女（はなうりのしょうじょ）
声 - 卯月美沙緒
駅前でゴザを広げて花を売っている不思議な少女。クールで愛想が無く、ほとんど表情を変えない。
榊野 潤（さかきの じゅん）
声 - 上杉一真
6月1日 / 双子座 / O型 / T182
大学3年。このみの兄で、春真とも幼なじみ。春真を溺愛しており、妹のこのみとはケンカが絶えないが実はツンデレ。運動も勉強もでき、イケメンで彼女持ちの天才超人。
柳田 祐希（やなぎだ ゆうき）
声 - 永倉仁八
2月11日 / 水瓶座 / B型 / T178
学園3年。花梨と同じく“自称”ボランティア部に所属。花梨とつるんでいることが多く、彼女と同様に春真の世話を焼いている。
藤宮 真澄（ふじみや ますみ）
声 - 藤流水
3月9日 / 魚座 / A型 / T177
春真の父親。フラワーショップ「はるかぜ」の店主。若干強面でぶっきらぼうだが、中身は気の良いおじさん。他界した妻の春香が生前「花屋をやりたい」と言っていたため、公務員を辞めて花屋を開業した。春真やこのみが手伝ってくれる平日の夕方や休日は、副業で学習塾と書道教室を開いている。
小原 あんず（おばら あんず）
声 - 鈴田美夜子
12月17日 / 射手座 / B型 / 身長：ちっちゃい
花梨の妹。少々体が弱く病気がちだが活発で元気な少女。

## スタッフ
（出典：）
- 企画：種村いのり
- シナリオ：種村いのり、田中タクヤ、ナツメアラシ
- キャラクターデザイン：ちこたむ（担当：菜乃花、このみ）、魚（花梨、あんず）、桜はんぺん（雨音、花売りの少女）、いずみゆひな（サブ・SD原画）
- ディレクター：瑞原奈緒

## 楽曲
(出典：)
主題歌「I will」
作詞 - 天ヶ咲麗 / 作曲・編曲 - iyuna / 歌 - solfa feat. 茶太
綾崎菜乃花エンディングテーマ「過去と未来のメモリー」
歌 - solfa feat. nao
榊野このみエンディングテーマ「far distance」
歌 - solfa feat. 小春めう
小原花梨エンディングテーマ「stay with you」
歌 - solfa feat. iyuna
桜木雨音エンディングテーマ「繋いだ手と手」
歌 - solfa feat. miyaco
他ボーカル曲1曲（歌 - solfa feat.霜月はるか）が存在する。

## 批評
『BugBug』2014年11月号にて本作のレビューが掲載された。シナリオに対しては、想いを内に秘めたまま身を引く展開が数多く含まれていると指摘され、張り巡らされた伏線が回収されていく様は快感であると評された。総評としてレビューでは、主人公とその周辺だけの限られた世界の話でありながら、登場人物の感情を裏表から描くことで上手にストーリーをまとめ上げた良作であると評された。

## 関連商品
晴れのちきっと菜の花びより キャラクターソング＆サウンドアルバム
2014年8月29日発売 / レーベル：solfa/marble sky records
主題歌、イメージソング、作中BGMを収録。